# 緬甸司令部
緬甸司令部（英語：Burma Command）是為協調緬甸防禦而成立的英國陸軍司令部。緬甸司令部在1937年至1942年期間運作，當時緬甸在第二次世界大戰期間落入日本軍隊之手。並在1945年至1948年期間再次運作，當時緬甸從英國獲得獨立。

## 歷史
在緬甸司令部成立之前，緬甸在英屬印度軍隊中作為一個獨立的地區運作。最後一位指揮緬甸獨立區的將軍是威廉·特維斯少將，他在1936年至1937年間擔任指揮官。1937年4月，當緬甸成為一個半自治國家時，英國決定將指揮權與英屬印度陸軍分開。最初，緬甸司令部由英屬緬甸總督直接指揮，擔任總司令。然而，隨著第二次世界大戰迫在眉睫，責任被委託給了肯尼斯·麥克勞德中將，其於1939年1月任第一任緬甸司令部之總司令。
1942年3月5日至6日，日軍攻陷仰光，此後不久曼德勒也淪陷，緬甸司令部就被解散了。
戰爭結束後，它於1945年10月1日從英國第12軍團的核心重組而來。1948年1月緬甸根據1947年緬甸獨立法成為獨立國家時，緬甸司令部再次解散。

## 司令
緬甸司令部歷屆司令如下：
- 肯尼斯·麥克勞德中將：1939年至1941年。[7]
- 托馬斯·赫頓中將：1941年至1942年。[8]
- 哈羅德·亞歷山大爵士將軍：1942年3月至1942年5月。[9]
- 哈羅德·布里格斯中將：1945年至1948年。[10]